# Еджвар-роуд (станція метро, лінія Бейкерлоо)
51°31′13″ пн. ш. 0°10′13″ зх. д. / 51.520245° пн. ш. 0.170268° зх. д.

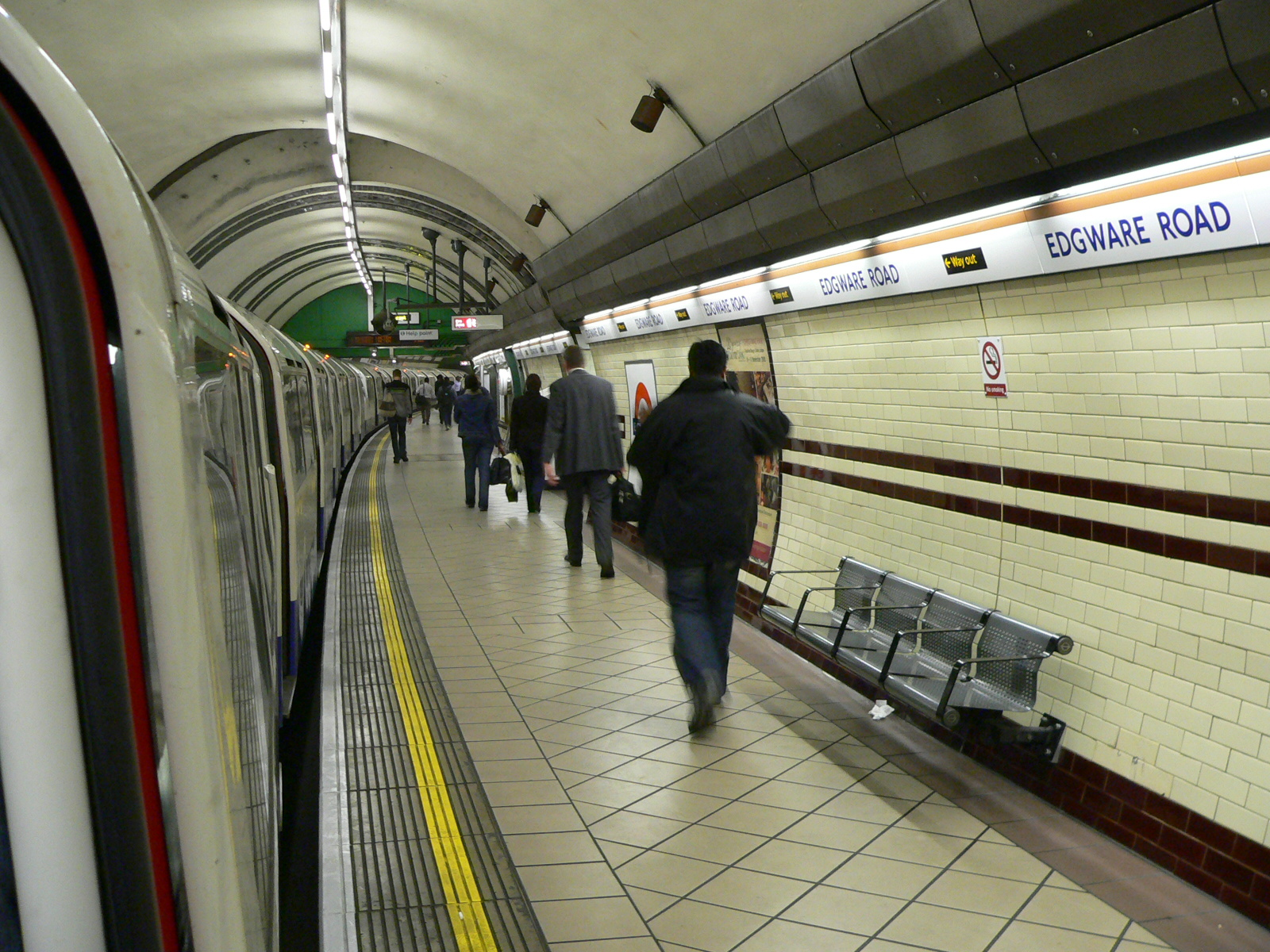
Платформа метростанції Еджвар-роуд

Еджвар-роуд (англ. Edgware Road) — станція Лондонського метрополітену лінії Бейкерлоо, розташована у Вестмінстері, між станціями Паддінгтон та Мерілебон, під північно-східним рогом Еджвар-роуд, Гарроу-роуд та Мерілебон-роуд. Примикає до естакади Мерілебон. Станція відноситься до 1-ї тарифної зони. В 2017 році пасажирообіг станції склав 4.62 млн осіб.
Однойменна станція ліній Кільцева, Дистрикт, Гаммерсміт-енд-Сіті розташована за 150 м на південь, на іншому боці Мерілебон-роуд.
У вересні 2007 року член Лондонської Асамблеї Мурад Куреші запропонував перейменувати цю станцію Черч-стріт-маркет (англ. Church Street Market), за для уникнення ймовірної плутанини з однойменною станцією.

## Історія
- 15 червня 1907: відкриття станції у складі Baker Street and Waterloo Railway[4].
- 25 травня — 21 грудня 2013: станція була тимчасово закрита для роботи з технічного обслуговування ліфта.[5]

## Пересадки
Пересадки на автобуси London Buses маршрутів 6, 16, 18, 98, 332, 414 та нічних маршрутів N16, N18, N98.